# Дарьял (журнал)
«Дарья́л» — литературный журнал, выходящий с 1991 года в Северной Осетии. Издавался ежеквартально, с 1996 года к годовому плану выпуска добавился специальный молодёжный номер (пятый), с 2004 года по настоящее время выходит 6 раз в год. В 2019-м возобновлена традиция отдельного молодёжного номера.

## История и современность
«Дарьял» сменил в 1991 году выходивший с мая 1931 года альманах «Литературная Осетия». Новый журнал был определён как литературно-художественный и общественно-политический. Его возглавил известный в Северной Осетии писатель и публицист Руслан Тотров.
Журнал издаётся на русском языке, публикуя как оригинальные произведения, так и переводы с осетинского и с других языков Северного Кавказа. Наряду с прозой, поэзией, критическими и публицистическими статьями, принадлежащими, главным образом, литераторам Осетии, журнал публикует материалы, посвящённые изобразительному искусству, в том числе интервью с художниками Осетии и репродукции их работ. В рубрике «Наука и культура» выходят статьи об этнографии, мифологии и истории народов Кавказа.
Размещение материалов журнала в интернете было принципиальной позицией главного редактора с появления такой возможности. Об этом Руслан Тотров сказал в интервью так:
Что касается журнала «Дарьял», то у нас не было ни малейшего сомнения в необходимости создания сайта, поскольку мы считали своим долгом представить культуру Осетии как можно шире, а такую возможность дает только интернет.
Сайт журнала с 2001 года предоставлял доступ к текстам всех публикуемых материалов, кроме того при сайте был создан раздел «Библиотека», где были впервые опубликованы в сети произведения осетинских классиков на русском и осетинском языках, а также представлен нартовский эпос осетин. Благодаря интернет-версии печатавшиеся в журнале рассказы часто становились событием в осетинском сегменте сети, широко обсуждались на форумах и в соцсетях, как произошло с рассказами «Реваз» и «Аделина» Джони Рамонова. Журнал «Дарьял» продолжает осваивать новые каналы в интернете — его активные представительства открылись в telegram, instagram, facebook и ВКонтакте.
Журнал практикует выпуск номеров, приуроченных к памятным датам. Так к столетию со дня рождения Гайто Газданова в 2003 году вышел тематический номер, полностью посвящённый творчеству этого писателя.
В 2012 году северо-осетинский литературовед Ирлан Хугаев в статье о вызовах глобализации отметил кризис столичных литературных журналов, вызванный, по его мнению, их «кулуарностью», в то время как периферийные журналы «Дарьял» (Владикавказ) и «День и ночь» (Красноярск) остаются читаемыми и обретают особое культурное значение.

#### 2019 год
В 2019 году вышел юбилейный 150-й номер журнала «Дарьял».
В феврале по приглашению министерства культуры Абхазии в Сухуме прошла презентация специального номера журнала «Дарьял», посвящённого 25-летию Дня победы Абхазии. На презентации выступили главный редактор Алан Цхурбаев и постоянный автор журнала Виктор Чигир.
В мае 2019 года главный редактор журнала выступил на фестивале городской культуры Atazhukin sound в Нальчике. Журнал был представлен на книжной ярмарке «Красная площадь», посвящённой 220-летию со дня рождения А. С. Пушкина. В ноябре 2019 года главный редактор журнала выступал на общероссийском литературном фестивале «Белое пятно» в Новосибирске с презентацией «Современная литература Северного Кавказа в отражении журнала „Дарьял“».

### Сотрудничество с дискуссионным клубом «В лицах»
При поддержке журнала в Москве функционирует дискуссионный клуб «В лицах» (руководитель: Зарина Алборты). В рамках работы клуба в 2019 году состоялось несколько встреч авторов журнала с московскими читателями: первой была встреча с Азаматом Габуевым, 10 сентября члены клуба повстречались с писателем Тамерланом Тадтаевым, а 16 ноября — с писателем и опытным военным журналистом Александром Рыбиным.

## Главные редакторы
С момента основания главным редактором журнала был писатель и переводчик Руслан Хадзыбатырович Тотров (1936—2015). После его смерти с 2015 по 2018 год пост главного редактора занимала Ольга Эрнестовна Тотрова.
Главный редактор журнала с марта 2018 года — журналист и публицист Алан Цхурбаев.

## Авторы
В журнале под псевдонимом Джони Рамонов публиковался писатель Азамат Габуев (в 2009 году вошёл в лонг-лист премии «Неформат», в 2011 году в лонг-лист премии «Дебют», в 2019 году — в шорт-лист премии ФИКШН35, один из пяти лучших молодых писателей России по версии журнала GQ).
В «Дарьяле» дебютировал в 2010 году Виктор Чигир (позже публиковался в журналах «Октябрь», «Урал», «День и ночь», «Дружба народов», выпустил сборник рассказов отдельной книгой).
Впервые были опубликованы в журнале произведения таких авторов как Тамерлан Тадтаев (лауреат «Русской премии»), Залина Хадикова (шорт-лист премии «Дебют» 2000 года), Руслан Бекуров и другие.
Среди авторов, печатавшихся в «Дарьяле», немало представителей далёких от Кавказа регионов: например, Елизавета Александрова-Зорина (шорт-листер премий «Дебют» и «Новая словесность», финалист премии НОС-2013), Владимир Данихнов (шорт-листер премии «Дебют» в 2006 и 2012 годах) и другие.